# Propalaeanodon schaffi
Il propaleanodonte (Propalaeanodon schaffi) è un mammifero estinto appartenente ai paleanodonti. Visse nel Paleocene superiore (circa 58-56 milioni di anni fa) e i suoi resti fossili sono stati ritrovati in Nordamerica.

## Descrizione
Questo animale è noto solo per una mandibola, anche se a questa specie sono stati attribuiti con qualche dubbio due omeri sinistri; è quindi impossibile ricostruirne l'aspetto, ma dal raffronto con animali simili e meglio conosciuti (come Palaeanodon e Metacheiromys) si suppone che questo animale fosse dotato di forti zampe artigliate. Propalaeanodon era caratterizzato dalla presenza di sette denti postcanini, tutti dotati di radice singola ad eccezione del quarto che era dotato di due radici. Le corone dei postcanini erano più alte e più appuntite rispetto a quelle dei denti di Palaeanodon, e lo sperone posteriore mediale della mandibola era prominente, anche se non quanto in Palaeanodon. 

## Classificazione
Propalaeanodon è considerato il più antico e arcaico rappresentante dei Metacheiromyidae, un gruppo di paleanodonti dall'aspetto vagamente simile a quello di una mangusta. Rispetto alle forme più derivate come Palaeanodon e Metacheiromys, Propalaeanodon possedeva caratteristiche antiquate sufficienti a iscriverlo a una sottofamiglia a sé stante, Propalaeanodontinae.  
Propalaeanodon schaffi venne descritto per la prima volta nel 1979 da Kenneth Rose, sulla base di fossili ritrovati in terreni del Paleocene superiore del bacino di Bighorn, in Wyoming.